# Schloss Budatín

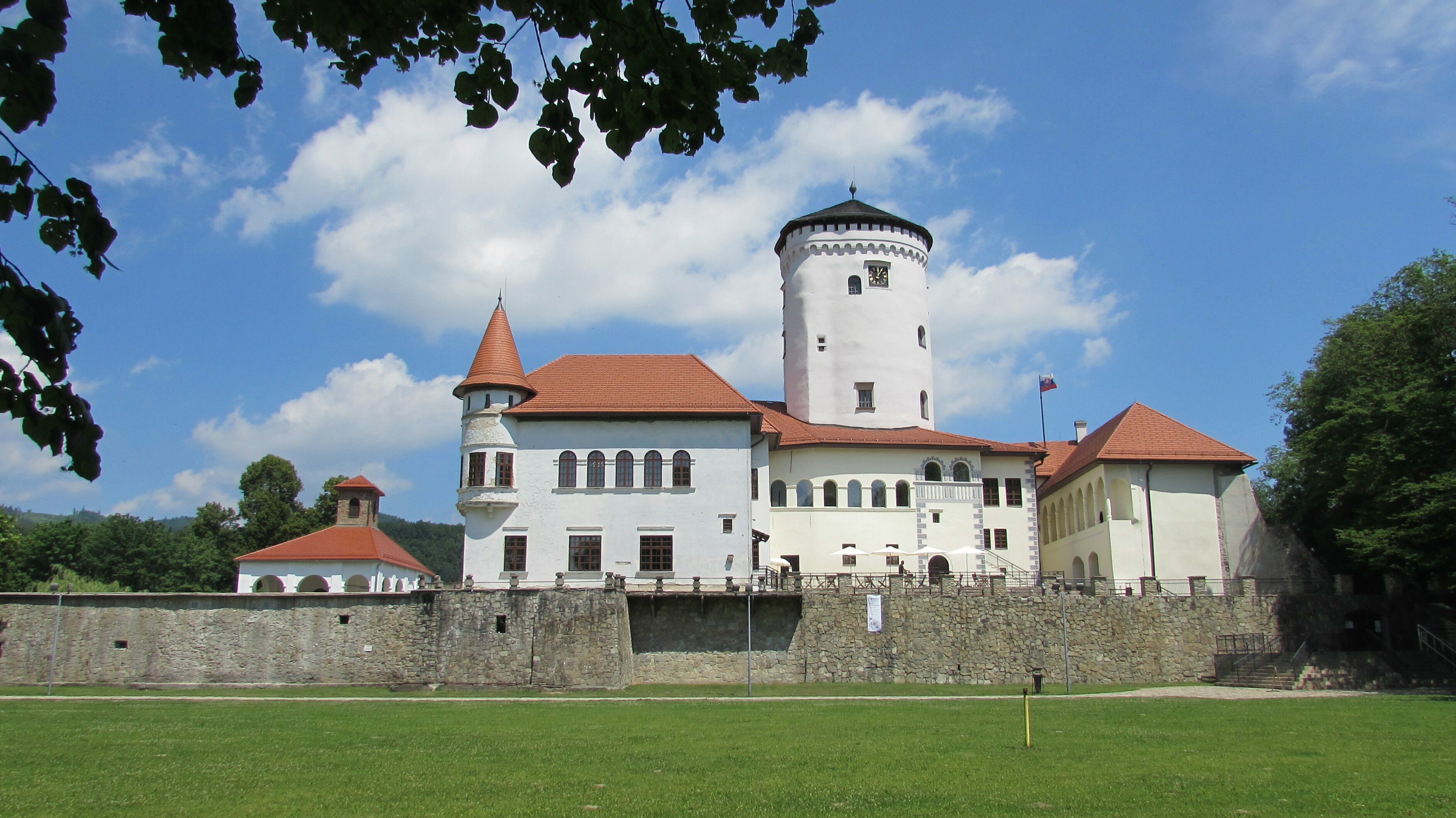
Schloss Budatín, vom Park gesehen (Juni 2017)

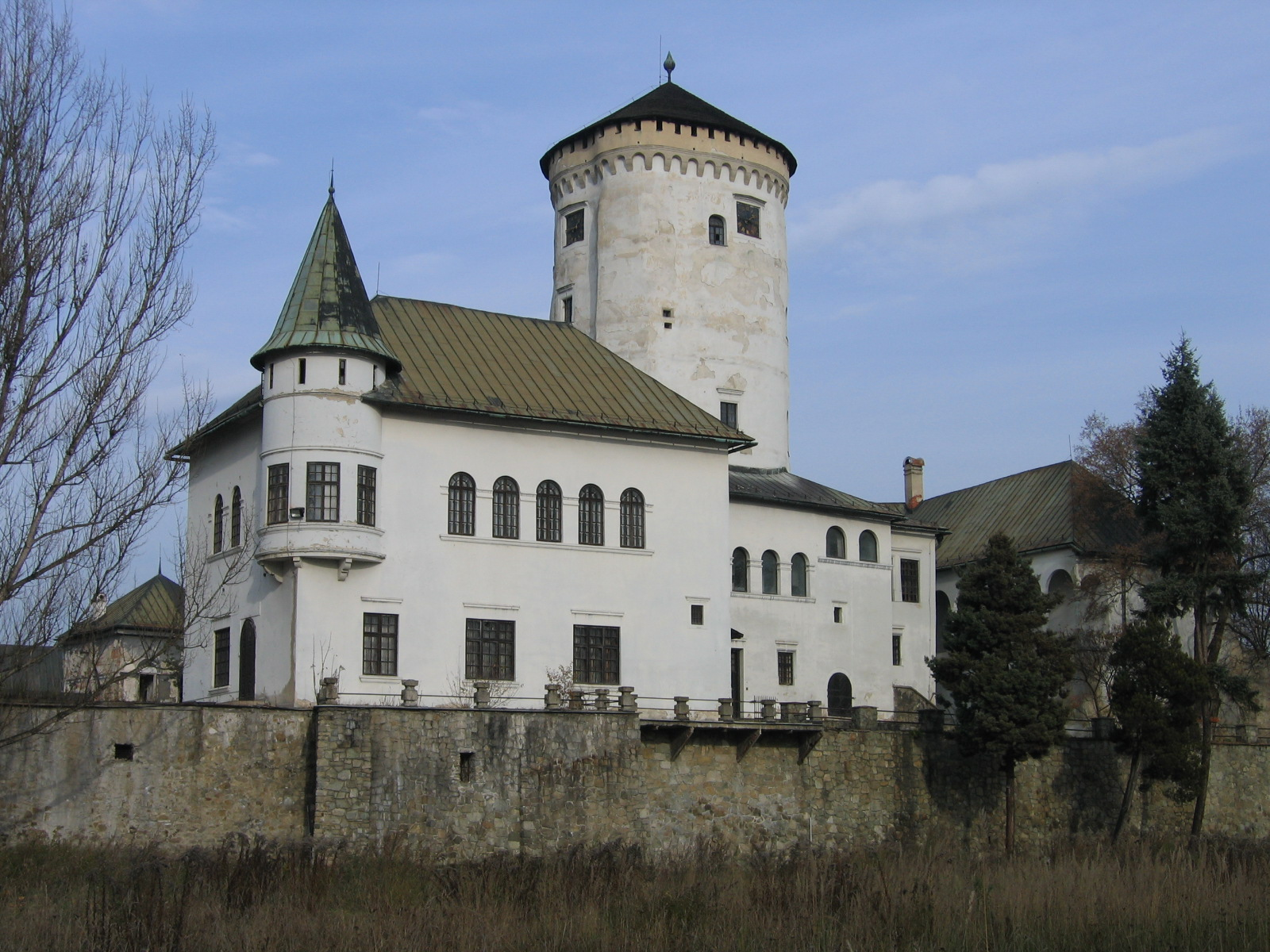
Schloss Budatín, November 2005

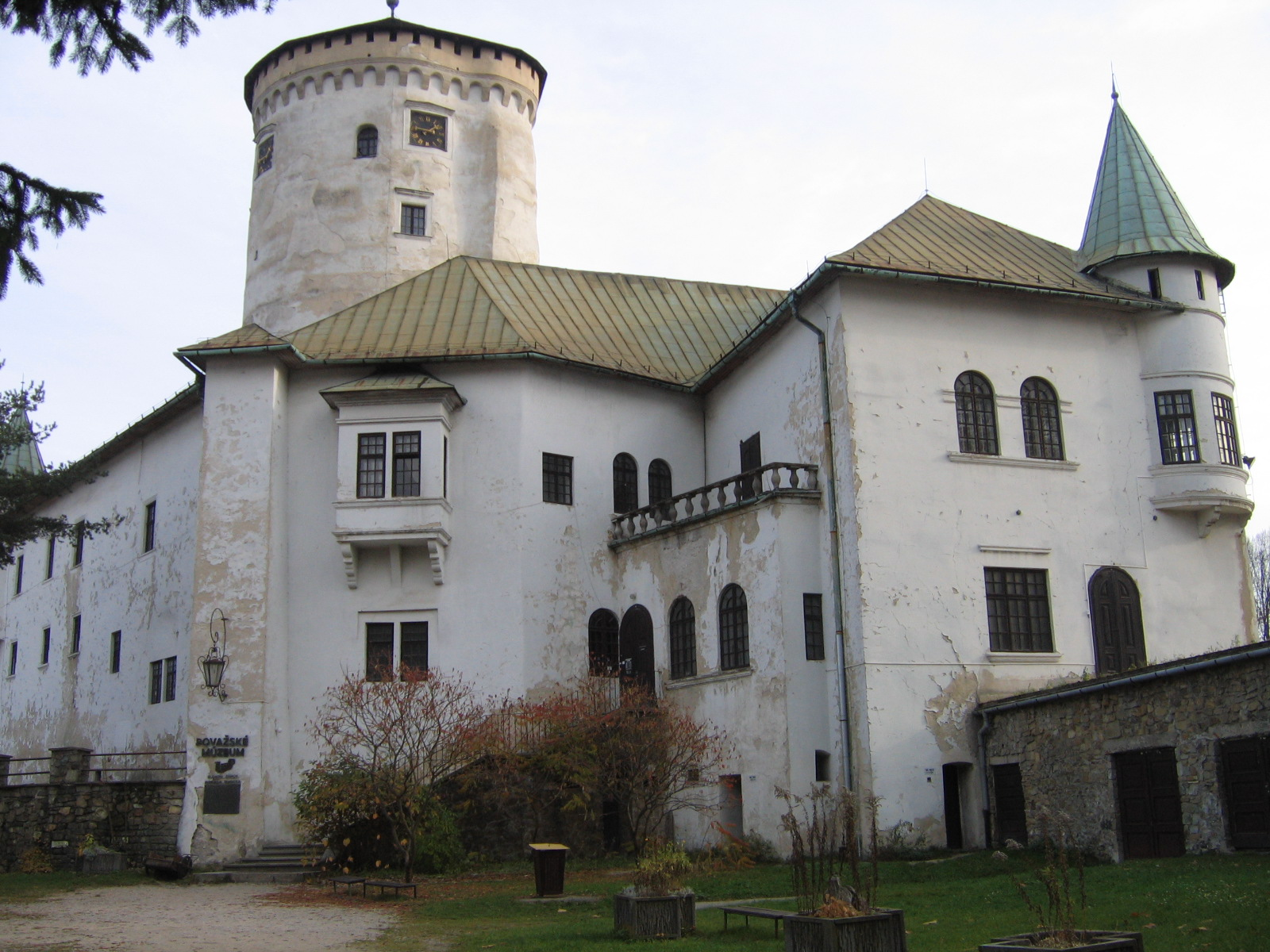
Innenhof

Das Schloss Budatín (slowakisch Budatínsky zámok) ist ein Schloss im Nordwesten der Slowakei, in der Nähe der Stadt Žilina am Zusammenfluss der Flüsse Kysuca und Waag.

## Geschichte
Das Schloss wurde als Burg in der zweiten Hälfte des 13. Jahrhunderts erbaut, in der Nähe der Stelle, wo die Kysuca in die Waag fließt, zum Zweck der Zolleinnahmen, die an dieser Stelle erhoben wurden. Anfang des 14. Jahrhunderts gelangte die ursprünglich königliche Festung in die Hände von Matthäus Csák. Dieser verstärkte die Befestigung (gotische Wachtürme) und errichtete innerhalb der alten Burgmauern neue Wohn- und Wirtschaftsgebäude.
Ab dem Jahr 1487 war die Burg im Besitz von Gáspár Szunyogh (slowakisch Gašpar Suňog), in dessen Familienbesitz sie bis zum Ende des 18. Jahrhunderts blieb. Ab 1545 wurde die Burg im Stil der Renaissance umgebaut, die Arbeiten zogen sich fast ein halbes Jahrhundert hin. Die türkische Bedrohung aus dem Süden und Aufstände zu Beginn des 17. Jahrhunderts zwangen die Szunyoghs, auch die Befestigungen zu verstärken. Diese Arbeiten wurden ebenfalls im Renaissance-Stil ausgeführt. Somit hatte sich die Burg vom gotischen Stil in ein Renaissance-Anwesen verwandelt. Während des Barocks im 17. Jahrhundert konzentrierten sich die Arbeiten auf eine Kapelle und zahlreiche Gebäude innerhalb der Burgmauern. Ebenso wurde ein umgebender Park fertiggestellt und 1715 war aus dem Anwesen eine barockisierte Wasserburg geworden. Nach dem Aussterben der Familie Szunyogh kam die Burg in den Besitz der Csákys, die sie bis 1945 besaßen. Während der Revolution von 1848/49 in Österreich wurde das Schloss von kaiserlichen Truppen schwer beschädigt und die gesamte Einrichtung samt der wertvollen Bibliothek verbrannte. Der Großteil der Zerstörungen wurde bis 1870 repariert und als Schlossanlage im klassizistischen Stil mit Anlehnung an die Romanik umgebaut. Anschließend diente die Anlage als Kaserne. Der Park wurde durch den Bau der Kaschau-Oderberger Bahn 1872 verkleinert. Die letzte große Sanierung wurde von 1922 bis 1923 durchgeführt, basierend auf historischen und romantischen Motiven. Nach der Enteignung der Familie Csáky 1945 kam das Schloss in Staatsbesitz und beherbergt heute drei Ausstellungen des Museums der Waag-Region (Považie).